# Donnie Nietes
Donnie Nietes est un boxeur philippin né le 13 mai 1982 à Bacolod City aux Philippines.

## Carrière
Passé professionnel en 2003, il remporte la ceinture de champion du monde des poids pailles WBO laissée vacante par Iván Calderón en battant aux points le 30 septembre 2007 le thaïlandais Pornsawan Kratingdaenggym.
Nietes confirme cette victoire en stoppant au 2d round Eddy Castro le 30 août 2008, Erik Ramirez aux points le 28 février 2009 (après lui avoir fait subir quatre knock down), Manuel Vargas le 12 septembre et Mario Rodriguez le 14 août 2010 également aux points. Il laisse à son tour son titre vacant en mars 2011 et poursuit sa carrière dans la catégorie supérieure.
Le 8 octobre 2011, il bat aux points Ramon Garcia Hirales et s'empare du titre de champion du monde des poids mi-mouches WBO, titre qu'il défend victorieusement le 2 juin 2012 aux dépens de Felipe Salguero puis en faisant match nul le 2 mars 2013 contre Moises Fuentes.
Le 30 novembre 2013, il inflige à son compatriote Sammy Gutierrez un KO au 3e round puis il bat Fuentes au 9e round lors de leur second combat le 10 mai 2014. Nietes conserve ensuite son titre contre Carlos Velarde par abandon à l'issue du 7e round le 15 novembre 2014 ; contre Gilberto Parra au 9e round le 28 mars 2015 puis contre Francisco Rodriguez Jr. aux points le 11 juillet 2015 et Juan Alejo par décision unanime le 17 octobre 2015.
Le boxeur philippin poursuit sa série de victoires en battant par abandon à l'issue de la 5e reprise Raúl García Hirales lors de leur combat revanche organisé le 5 juin 2016 à Bacolod City. Après 9 défenses victorieuses, il décide le 17 août 2016 de monter de catégorie de poids et laisse sa ceinture WBO des mi-mouches vacante. Le 24 septembre suivant, Nietes bat aux points l'ancien champion du monde mexicain Edgar Sosa aux points puis remporte le 29 avril 2017 le titre vacant de champion IBF des poids mouches après sa victoire aux points contre Komgrich Nantapech. Il bat ensuite par KO au 7e round Juan Carlos Reveco le 24 février 2018 puis laisse sa ceinture vacante en avril 2018 afin de poursuivre sa carrière dans la catégorie de poids supérieure.
Donnie Nietes remporte le 31 décembre 2018 le titre vacant de champion du monde des poids super-mouches WBO en s'imposant aux points face au japonais Kazuto Ioka, titre qu'il laisse vacant en février 2019. Il est en revanche battu aux points lors du combat revanche le 13 juillet 2022.